# Accessibilitat web
L'accessibilitat web consisteix en l'elaboració de pàgines web a Internet que puguin ser accessibles per a tots els usuaris independentment de les seves discapacitats (visuals, auditives, cognitives, motrius, tècniques o ambientals).
Quan Tim Berners-Lee va crear els fonaments del Web, era el seu desig que esdevingués una comunitat on tothom hi tingués accés: «El poder del Web és a la seua universalitat. L'accés per a tothom sense importar-ne la discapacitat, n'és un aspecte essencial.»
L'accessibilitat del Web és definida per la WAI com un dels components de l'accessibilitat digital :
| « | L'accessibilitat del web significa que les persones amb discapacitat el poden utilitzar. Més específicament, significa del que aquesta gent pot percebre, comprendre, navegar, interaccionar amb el web, i contribuir-hi. L'accessibilitat del Web beneficia igualment altres, sobretot les persones grans que tenen capacitats disminuïdes degudes a l'envelliment. » És un dret universal, segons l'article 9 de la Convenció relativa als drets de les persones amb discapacitats adoptada el 2006 per l'Organització de les Nacions Unides | » |

| « | Per tal de permetre a les persones amb discapacitats viure de manera independent i participar plenament en tots els aspectes de la vida, els Estats prenen mesures adaptades per assegurar-los, sobre la base de la igualtat amb els altres, l'accés al medi físic, als transports, a la informació i a la comunicació, incloent-hi als sistemes i tecnologies de la informació i de la comunicació, i als altres equips i serveis oberts o proveïts al públic, tant a les zones urbanes que rurals. Aquestes mesures, entre les quals figuren la identificació i l'eliminació dels obstacles i barreres a l'accessibilitat, s'apliquen, entre altres […] als serveis d'informació, de comunicació i altres serveis, incloent-hi els serveis electrònics i els serveis d'urgència […] Els Estats prenen igualment les mesures apropiades per a […] promocionar l'accés de les persones minusvàlides als nous sistemes i tecnologies de la informació i de la comunicació, incloent-hi Internet | » |

.
Existeixen eines per avaluar l'accessibilitat web de manera automàtica. Algunes d'aquestes són Bobby i TAW.

## Principals Beneficis de l'Accessibilitat Web
Els principals beneficis que aporta el disseny web accessible són:
- Augmenta el nombre de visitants potencials del lloc web: Aquesta és una raó molt important per a una empresa que busca atreure nous clients. Quan un lloc web és accessible, no presenta barreres que dificultin l'accés, independentment de les condicions de l'usuari. Un lloc web que compleix els estàndards és més probable que es mostri correctament en qualsevol dispositiu amb qualsevol navegador.
- Redueix els costos de desenvolupament i manteniment: Tot i que inicialment aprendre a fer un lloc web accessible suposa un cost (igual que suposa un cost aprendre a utilitzar qualsevol nova tecnologia), un cop s'han adquirit els coneixements, el cost de desenvolupar i mantenir un lloc web accessible és menor que el d'un lloc no accessible. Això és perquè el codi d'un lloc web accessible compleix els estàndards, és menys propens a contenir errors i és més senzill d'actualitzar.
- Redueix el temps de càrrega de les pàgines web i la càrrega del servidor web: En separar el contingut de la informació sobre la presentació d'una pàgina web mitjançant CSS, es redueix la mida de les pàgines web i, per tant, es redueix el temps de càrrega de les pàgines web.
- Augmenta la usabilitat del lloc web: Això també implica indirectament que la pàgina podrà ser visualitzada des de qualsevol navegador.
- Demostra compromís social.
- Augmenta el capital humà de les comunitats d'aprenentatge potenciant la intel·ligència col·lectiva.[5]

## Contexts d'usuari

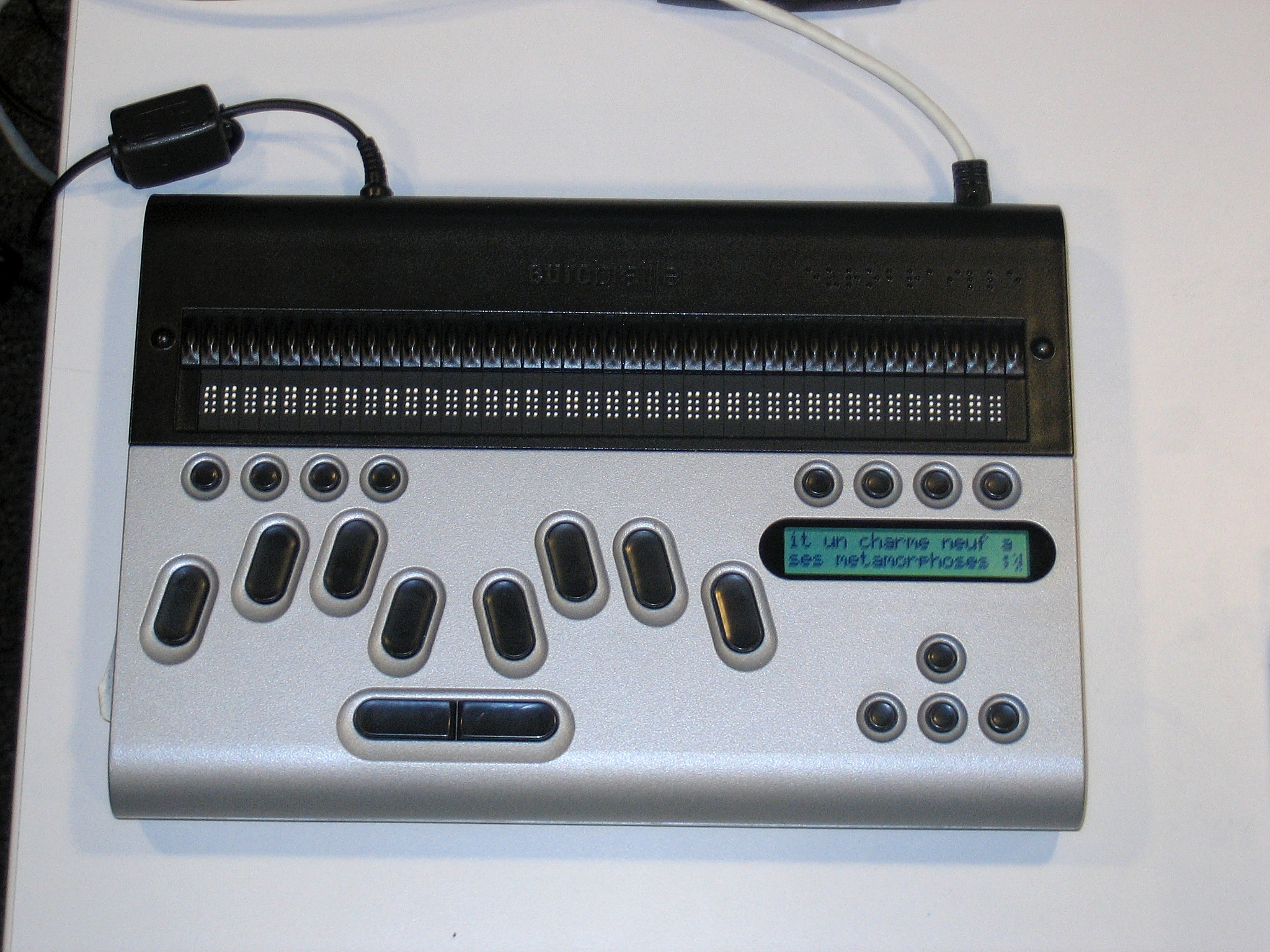
Exemple de tecnologia d'assistència : una zona braille proveïda d'un ordinador, funcionant de manera autònoma.

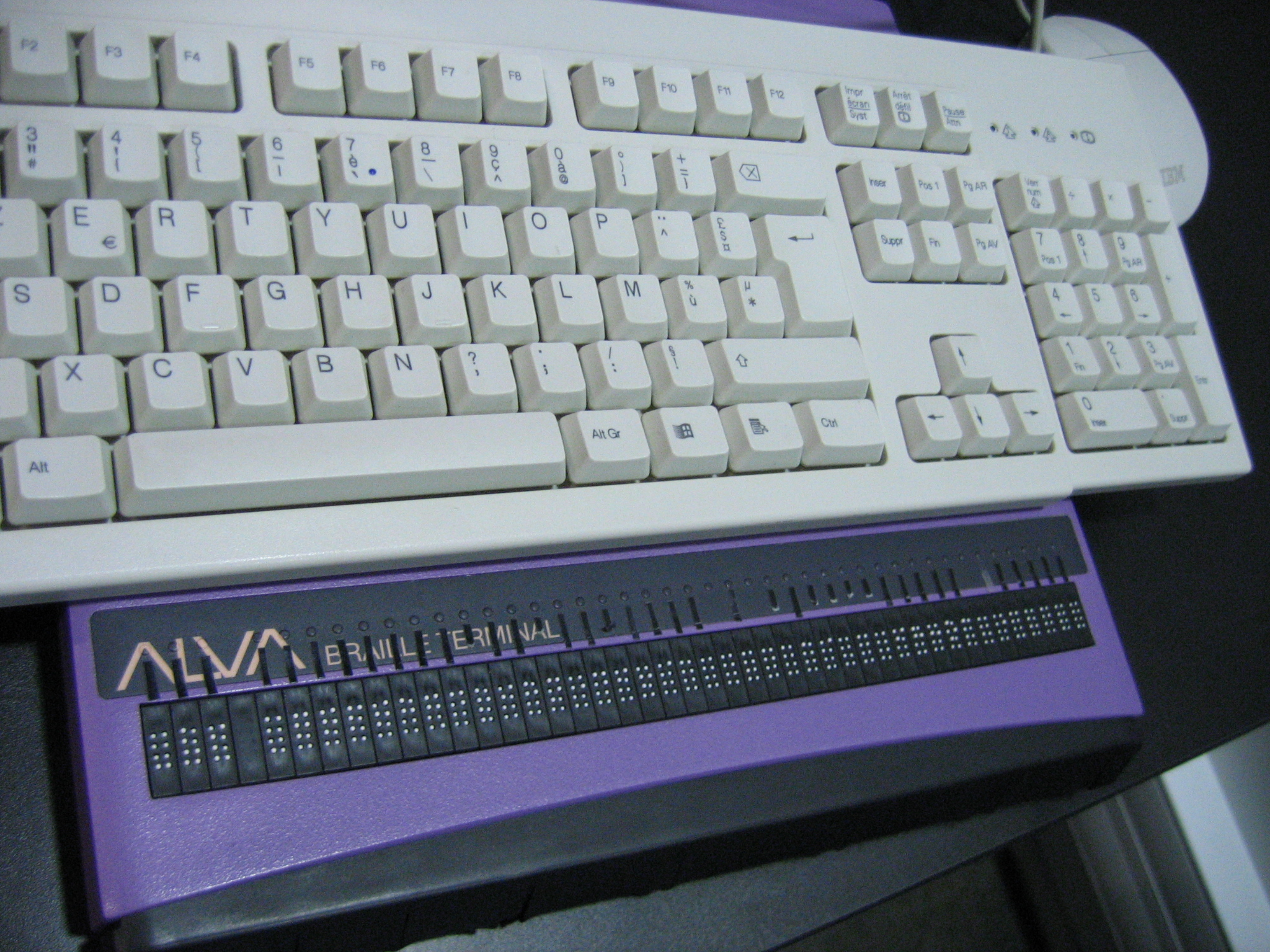
Aquesta altra zona braille no oferint més que una línia de caràcters braille utilitzada amb un ordinador que reproduirà la col·locació

Fins i tot en aquesta accepció de manera estreta vinculada a la discapacitat, l'accessibilitat apunta a una molt gran varietat de casos d'usuaris. S'il·lustra en efecte per la diversitat de les discapacitats susceptibles d'afectar la capacitat per accedir a un contingut o a un servei en línia. Aquestes poden ser visuals (ceguesa, trastorn de la visió, daltonisme, auditives (sordesa total o parcial), motores, cognoscitives o neurològiques, o vinculats a l'envelliment humà ila varietat dels perifèrics d'entrada i de sortida, i la de les tecnologies d'assistència: teclats alternatius i commutadors, dispositius braille, lectors de pantalla (Jaws, per a Gnopernicus) i altres eines de síntesi vocal (Microsoft Windows, Narrator per a Windows 2000), lupes de pantalla i altres dispositius d'ampliació, navegadors texts, dispositius d'interacció vocal, parametrització d'accessibilitat dels navegadors Web clàssics, etc.
Una de les apostes del pas d'accessibilitat Web és extreure's de les restriccions específiques a aquests múltiples contexts d'usuaris, i així atènyer un nivell d'abstracció suficient per poder dotar-se d'eines normatives i de recomanacions utilitzables per la indústria (fabricants de navegadors web, creadors de continguts, etc.).

## Història de l'accessibilitat web
Ja en la dècada del 2010 les webs de negocis presentaven problemes d'accessibilitat, especialment els llocs web de turisme.